# Čchuův prostor
Čchuovy prostory zobecňují pojem topologický prostor tak, že upouštějí od požadavků, že množina otevřených množin musí být uzavřena pod sjednocením a konečným průnikem, že otevřené množiny musí být extenzionální a že predikát náležení do množiny nabývá dvou hodnot (ano / ne). Definice spojitého zobrazení zůstává nezměněna, pouze musí být pečlivě formulována, aby po těchto zevšeobecněních dávala smysl.
Jmenují se po Pcho-Siang Čchuovi, který jako postgraduální student původně zkonstruoval verifikaci autonomních kategorií pod vedením Michaela Barra v roce 1979. 

## Definice
Čchuův prostor nad množinou K je trojice (A, r, X) se skládá z množiny bodů A, množiny stavů X a funkce r : A × X → K. To z něj dělá matici A × X s položkami čerpanými z K nebo ekvivalentně binární relaci mezi A a X, ohodnocenou v K (běžné binární relace nabývají 2 hodnot).
Dynamicky vzato, Čchuovy prostory se transformují podobně jako topologické prostory, kde A je chápáno jako množina bodů, X jako množina otevřených množin a r jako vztah náležení mezi nimi, přičemž K vyjadřuje všechny možné stupně náležení. Protějškem spojité funkce z (A, r, X) do (B, s, Y) je dvojice (f, g) funkcí f : A → B, g : Y → X splňující podmínku adjungovanosti: s(f(a), y) = r(a, g(y)) pro všechna a ∈ A a y ∈ Y. Jinými slovy, f zobrazuje body "dopředu", zatímco g zobrazuje stavy "dozadu". Podmínka adjungovanosti z g dělá funkci inverzního obrazu f −1 a to, že za obor hodnot g vezmeme X, odpovídá požadavku, aby byl vzor otevřené množiny otevřený. Taková dvojice se nazývá Čchuova transformace nebo morfismus Čchuových prostorů.
Topologický prostor (X, T), kde X je množina bodů a T množina otevřených množin, lze chápat jako Čchuův prostor (X, ∈, T) nad {0, 1}. Jinými slovy, body topologického prostoru jsou body v Čchuově prostoru a otevřené množiny jsou stavy a vztah náležení " ∈ " mezi body a otevřenými množinami se v Čchuových prostorech stává explicitním. Podmínku, že otevřené množiny jsou uzavřeny pod libovolným sjednocením a konečným průnikem, lze vyjádřit odpovídající podmínkou na sloupcích matice daného prostoru. Spojitou funkci f : X → X' mezi dvěma topologickými prostory lze vyjádřit adjungovanou dvojicí (f, g), v němž je nyní spojitost f realizována jako explicitní funkce g, která vrací požadované otevřené vzory v definičním oboru f.

## Struktura kategorie
Kategorie Čchuových prostorů nad K a jejich morfismů se značí Chu(Set, K). Ze symetrických definic je zřejmé, že se jedná o samo-duální kategorii: je ekvivalentní (ve skutečnosti izomorfní) ke své duální kategorii, získanou obrácením všech morfismů. Dále jde o *-autonomní kategorii s dualizačním objektem (K, λ, {*}), kde λ : K × {*} → K je definováno λ(k, *) = k (Barr 1979). Díky tomu jde o model lineární logiky Jeana-Yvese Girarda (Girard 1987).

## Varianty
Obecnější obohacená kategorie Chu(V , k) se původně objevila v dodatku k Barr (1979). Koncept Čchuových prostorů vytvořil Michael Barr a podrobnosti rozpracoval jeho student Pcho-Siang Čchu, jehož diplomová práce tvořila zmíněný dodatek. Obyčejné Čchuovy prostory vzniknou v případě, že V = Set, tedy když za monoidální kategorii V vezmeme kartézsky uzavřenou kategorii Set, množin a funkcí mezi nimi. Nebyly ovšem samy o sobě studovány po více než deset let od zavedení obecnější definice. Varianta Čchuových prostorů, zvaná dialektické prostory, vytvořená de Paivou (1989), nahrazuje morfismovou podmínku (1) podmínkou (2):
1. s(f(a), y) = r(a, g(y)).
2. s(f(a), y) ≤ r (a, g(y)).

## Univerzálnost
Kategorii Top topologických prostorů a spojitých zobrazení lze vnořit do Chu(Set, 2) v tom smyslu, že existuje úplný a věrný funktor F : Top → Chu(Set, 2), který každému topologickému prostoru (X, T) přiřadí jeho reprezentaci F((X, T)) = (X, ∈, T), viz výše. Tato reprezentace navíc tvoří realizaci ve smyslu Pultra a Trnkové (1980), zejména proto, že reprezentující Čchuův prostor má stejnou množinu bodů jako reprezentovaný topologický prostor a oba se transformují stejným způsobem prostřednictvím stejných funkcí.
Čchuovy prostory jsou pozoruhodné díky široké škále známých struktur, které realizují. Lafont a Streicher (1991) podotýkají, že Čchuovy prostory nad 2 realizují jak topologické prostory, tak koherenční prostory (zavedené J.-Y. Girardem (1987) k modelování lineární logiky). Čchuovy prostory nad K realizují libovolnou kategorii vektorových prostorů přes pole, jehož mohutnost je maximálně |K|. Vaughan Pratt (1995) dále zjistil, že n-ární relační struktury lze modelovat pomocí Čchuových prostorů nad 2n. Například kategorii Grp, grup a jejich homomorfismů, realizuje Chu(Set, 8), protože grupovou operaci lze brát za ternární relaci. Chu(Set, 2) realizuje širokou škálu „logických“ struktur, jako jsou polosvazy, distributivní svazy, úplné a úplně distributivní svazy, Booleovy algebry, úplné atomické Booleovy algebry atd. Další informace o různých aspektech Čchuových prostorů, včetně jejich uplatnění při modelování paralelních výpočtů, se nacházejí na Chu Spaces.

## Použití

### Automaty
Čchuovy prostory mohou sloužit jako model paralelních výpočtů v teorii automatů k vyjádření větvícího času a skutečné souběžnosti. Čchuovy prostory vykazují kvantové jevy komplementarity a neurčitosti. Komplementarita vyvstává z duality informace a času, automatů a rozvrhů, stavů a událostí. Neurčitost vyvstává, když je za měření brán morfismus, který komplexnější struktury pozorovaného objektu zobrazí na neurčitější reprezentaci pozorování. Tuto neurčitost lze spočítat numericky z jejího tvarového faktoru. Tím dostaneme obvyklou Heisenbergovu relaci neurčitosti. Čchuovy prostory odpovídají vlnovým funkcím jakožto vektorům v Hilbertově prostoru. 